# Hydravion Canard

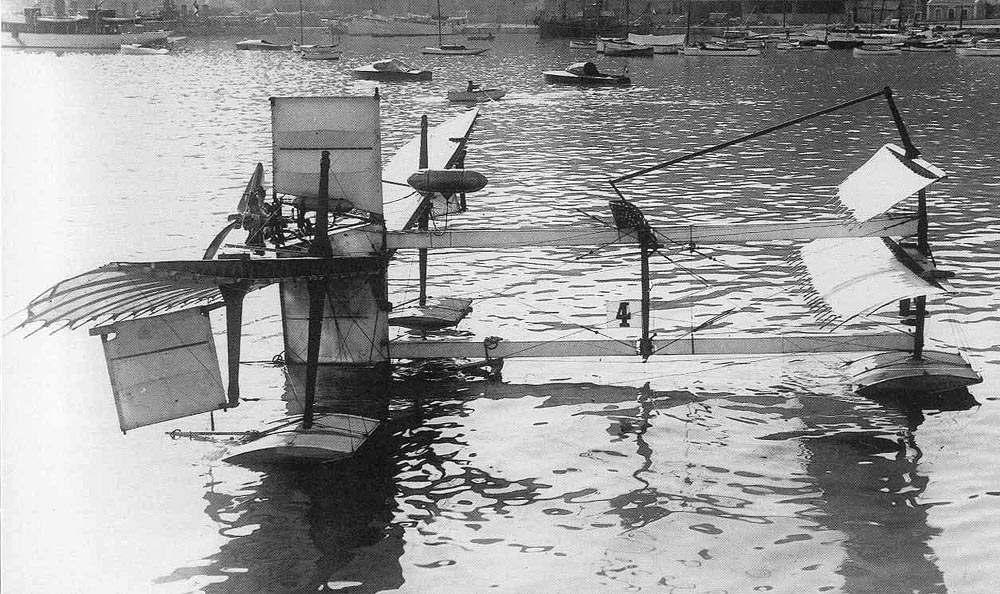
Canard Fabre version 2 - Photographié à Monaco

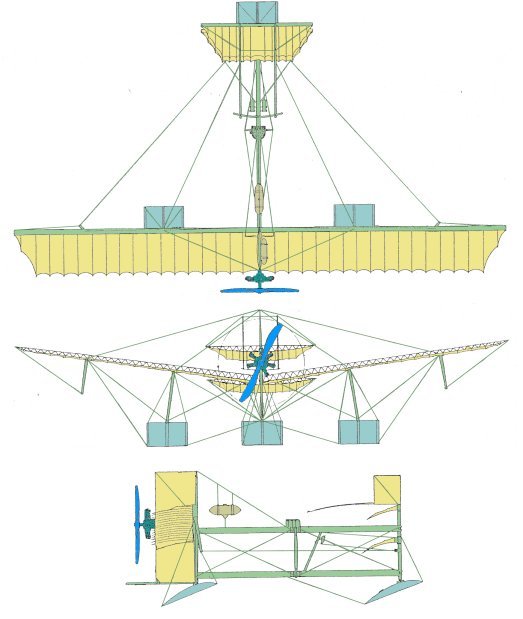
3 vues du Canard Fabre

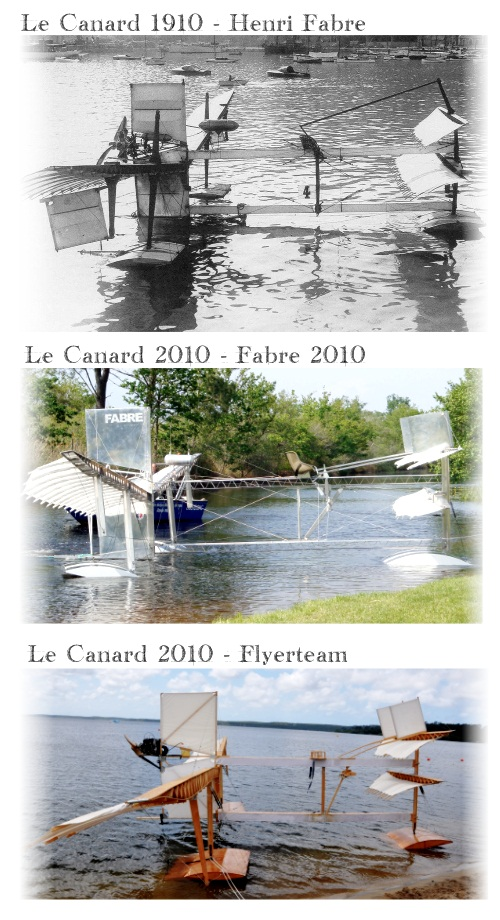
3 Canards Fabre / L'original et les répliques

L’hydravion Canard est le nom du premier hydravion à avoir volé. Le 28 mars 1910, en France, près de Martigues (Bouches-du-Rhône), au bord de l'étang de Berre, face au village de la Mède, Henri Fabre fit décoller son hydravion reposant sur trois flotteurs devant un public nombreux dans lequel se trouvait l'aviateur Louis Paulhan.
L'appareil parcourut 800 mètres au-dessus de l'étang et se posa sur l'eau : le premier hydravion au monde avait réussi son vol et son amerrissage.
Le succès de ce premier vol mondial fut officiellement constaté par un huissier de Martigues, Me Honoré Raphel : ce jour-là, Henri Fabre, alors âgé de 27 ans, devenait l'incontestable inventeur, constructeur et premier pilote de ce nouvel engin volant, l'hydravion.
En 1911, cet hydravion, piloté cette fois par Jean Becue, vola au prestigieux Concours de Canots Automobiles de Monaco. C'est là que, son pilote évaluant mal la distance de poser, le Canard finit sa course dans les rochers de la Principauté.

## Caractéristiques de l'appareil

Vol de la deuxième version, impression d'artiste d'après photo de l'époque.

Il s’agit d’un appareil à configuration canard dont la voilure souple est reployable,.
Chaque aile présente un longeron de bord d’attaque extérieur à deux semelles reliées par des croisillons obliques ; ce croisillonage interne est dit poutre Fabre.
Trois flotteurs à fond plats souples (un à l'avant et deux à l'arrière) portent l'appareil sur l'eau ; ces flotteurs équiperont ensuite des hydravions comme le canard Voisin.
Il était baptisé le « Canard » comme tout avion présentant cette configuration : une surface portante placée à l'avant du fuselage plus petite que l'aile principale placée à l'arrière.
| Envergure        | 14 m    |
| Longueur         | 8,50 m  |
| Hauteur          | 3,66 m  |
| Surface portante | 17 m2   |
| Équipage         | 1       |
| Masse totale     | 475 kg  |
| Vitesse maximale | 89 km/h |

## Variantes de l'appareil
Henri Fabre a construit deux versions de son Canard :
- La première vola le 28 mars 1910 et est reconnaissable grâce aux dérives situées sur le plan mobile avant. Le gouvernail était, lui, situé sous la structure centrale à l'arrière.
- La deuxième version préparée pour les courses d'hydravions de Monaco a été modifiée. On reconnait l'appareil grâce aux dérives cette fois situées sous les voilures principales avec les commandes de gauchissement et deux gouvernails marin cette fois sur les flotteurs arrière.

C'est cette version qui est en général rencontrée sur Internet. On y voit d'ailleurs un numéro (le N° 4), numéro d'inscription à la course d'hydravion de Monaco.

## Le centenaire de l'hydravion Canard Fabre en 2010
Pour le 28 mars 2010, ont été fabriquées deux répliques de cet hydravion.
La première en matériaux modernes par une association bordelaise a été présentée pour la première fois sur l'étang de Berre le 28 mars 2010.
Elle reproduit à l'échelle 1 la première version, mais en utilisant des matériaux modernes et avec des méthodes d'assemblage aéronautiques modernes (aluminium, carbone, dacron, rivets, ...) au lieu du frêne.
Une autre réplique a également été fabriquée, mais cette fois en bois (pin maritime) et toile coton pour les voiles par une association toulousaine.
- Hommage a Henri Fabre Centenaire de l'Hydraviation: Association « Mémoires de l’hydraviation »
- Henri Fabre et son Canard Caractéristiques et images du Canard Fabre